# Guangzhou International Finance Center
Guangzhou International Finance Centre (slovenščina: Mednarodno finančno središče Guangdžov) ali Guangzhou West Tower, je 103-nadstropni 438 metrov visok nebotičnik v mestu Guangdžov v Ljudski republiki Kitajski. Guangzhou International Finance Center in CTF Finance Centre skupaj tvorita "Guangdžovski dvojček".
Nebotičnik je dobil nagrado RIBA 2012 Lubetkin Prize.